# Кристина Раденковић
Кристина Раденковић (Нови Сад, 5. децембар 1980) српска је глумица и ТВ водитељка.

## Биографија
Кристина Раденковић је рођена у Новом Саду где је одрасла и живела све до окончања студија. Током детињства, на наговор родитеља кратко је тренирала тенис, а бавила се и џез балетом до своје 16. године. Након тога је уписала гимназију, а затим постала члан француске драмске секције, где је кренула на радионицу глуме код Милана Плетела Пленџе. Похађање ове секције значајно је утицало на њену одлуку да се и касније бави глумом. На наговор своје мајке уписала је туризмологију на Природно-математичком факултету у родном граду, док се након завршене прве године предомислила и прешла на Академију уметности у истом месту. Дипломирала је на класи Бора Драшковића с просечном оценом 9,2. Од 2006. до 2009. била је стална чланица Народног позоришта у Сомбору. Ту је најпре као гостујућа глумица добила улогу у представи Важно је звати се Ернест, док је од следеће сезоне заиграла и у комаду Последња смрт Френкија Сузице.
Пошто се нашла међу четири изабрана кандидата на конкурсу Европско лице, била је један од извештача са Песме Евровизије 2008. године. Касније је водила још неколико емисија на Радио-телевизији Србије, укључујући и избор за Дечју песму Евровизије. На месту водитељке ТВ Слагалице је од 2012. године и Јутарњег програма РТС-а од 2012. до 2016. године, а од марта 2020. води квиз Стигни ме ако знаш, а од краја октобра води емисију Луда ноћ. Водила је и Јутарњи програм РТС-а и 2022. године када је мењала своју колегиницу Бојану Марковић, а од маја 2023. води емисију Један добар дан.
Прву запажену телевизијску улогу остварила је у серији Оно као љубав, у којој је глумила Сашку. Такође, у серији Приђи ближе глумила је професорку Миљану Цветић. Неколико година касније, прихватила је мању улогу у пројекту Немањићи — рађање краљевине. После вишегодишње позоришне паузе, са својом продукцијом је направила представу Управниковање која је премијерно изведена 2015. Потписала је и драматизацију представе од Од А до Да, у режији Исидоре Гонцић, са Маријаном Мићић и Бојан Перић у главним улогама. Заједно са колегиницом Маријом Вељковић, односно Ђорђем Давидом и Николом Ивачковим, заиграла је у представи Sex bomb Радета Вукотића 2018. године.
У вези је са правником Николом Радојевићем, с којим има ћерку Тару, рођену марта 2016. године и сина Рогана, рођеног новембра 2019. године.

## Улоге

### Позоришне представе
| Наслов                        | Улога                                          | Редитељ            | Позориште                | Премијера           |
| ----------------------------- | ---------------------------------------------- | ------------------ | ------------------------ | ------------------- |
| Буђење пролећа                | Госпођа Бергма, Илза Шпилер, Професор Костолом | Јелена Антонијевић | Српско народно позориште | 26. мај 2002.       |
| У кулисама душе               | Певачица                                       | Борис Лијешевић    | Позориште Промена        | 2003.               |
| Физичари                      | Матилда фон Цанд                               | Милош Пушић        | Позориште Промена        | 2003.               |
| Картотека                     | Мајка, буто плесачица                          | Боро Драшковић     | позоришта, фестивали     | 2003.               |
| Повест о Соњечки              | монодрама                                      | монодрама          | позоришта, фестивали     | 2003.               |
| Дон Жуан                      | Елвира                                         | Боро Драшковић     | Град театар              | 13. јул 2004.       |
| Текелија                      | Друга девојка                                  | Душан Петровић     | Српско народно позориште | 2. октобар 2004.    |
| Поручник са Инишмора          | Мејред                                         | Жанко Томић        | Српско народно позориште | 30. октобар 2004.   |
| Суба у нама                   | Пријатељица, дете, жена                        | Александра Кетиг   | Позориште младих         | 2. новембар 2004.   |
| Претерано наследство          | Нина                                           | Филип Марковиновић | Српско народно позориште | 18. мај 2005.       |
| Важно је звати се Ернест      | Гвендолин Ферфакс                              | Оља Ђорђевић       | Народно позориште Сомбор | 22. септембар 2006. |
| Последња смрт Френкија Сузице | Сања                                           | Кокан Младеновић   | Народно позориште Сомбор | 25. новембар 2006.  |
| Маска                         | Глумица                                        | Горчин Стојановић  | Народно позориште Сомбор | 15. март 2007.      |
| Моногамија                    | Елза                                           | Ана Томовић        | Народно позориште Сомбор | 25. мај 2007.       |
| Кадмо краљ                    | Хармонија                                      | Нела Антоновић     | Народно позориште Сомбор | 19. јул 2007.       |
| Мирандолина                   | Дејанира                                       | Филип Гринвалд     | Народно позориште Сомбор | 2. новембар 2007.   |
| Виа Балкан (Нигде другде)     | Она                                            | Лари Запија        | Народно позориште Сомбор | 25. новембар 2007.  |
| Оговарање                     |                                                | Љубиша Ристић      | Народно позориште Сомбор | 10. октобар 2008.   |
| Управниковање                 |                                                | Петар Јовановић    | Театар Вук               | 14. март 2015.      |
| Sex bomb                      |                                                | Раде Вукотић       | Позориште Славија        | 3. март 2018.       |

### Филмографија
| Год.  | Назив                                | Улога         |
| ----- | ------------------------------------ | ------------- |
| 2006. | Оптимисти                            |               |
| 2007. | Заборављени умови Србије (серија)    |               |
| 2009. | Оно као љубав (серија)               | Сашка         |
| 2010. | Приђи ближе (серија)                 | Миљана Цветић |
| 2018. | Немањићи — рађање краљевине (серија) | млада жена    |